# Iłów (gromada)
Iłów – dawna gromada, czyli najmniejsza jednostka podziału terytorialnego Polskiej Rzeczypospolitej Ludowej w latach 1954–1972.
Gromady, z gromadzkimi radami narodowymi (GRN) jako organami władzy najniższego stopnia na wsi, funkcjonowały od reformy reorganizującej administrację wiejską przeprowadzonej jesienią 1954 do momentu ich zniesienia z dniem 1 stycznia 1973, tym samym wypierając organizację gminną w latach 1954–1972.
Gromadę Iłów z siedzibą GRN w Iłowie utworzono – jako jedną z 8759 gromad na obszarze Polski – w powiecie sochaczewskim w woj. warszawskim, na mocy uchwały nr VI/10/4/54 WRN w Warszawie z dnia 5 października 1954. W skład jednostki weszły obszary dotychczasowych gromad Gilówka Dolna, Gilówka Górna, Iłów, Iłów Nowy, Krzyżyk Iłowski, Lasotka, Miękiny, Miękinki, Narty, Olszowiec, Piskorzec, Przejma, Stegna Stara i Wołyńskie ze zniesionej gminy Iłów w tymże powiecie. Dla gromady ustalono 16 członków gromadzkiej rady narodowej.
1 stycznia 1958 do gromady Iłów przyłączono wsie Łęg-Suchodół i Władysławów z gromady Piotrkówek w powiecie gostynińskim w tymże województwie.
31 grudnia 1959 do gromady Iłów przyłączono obszary zniesionych gromad Łady i Budy Iłowskie (bez wsi Rokicina Młodzieska i Nowa Wieś), a także wieś Załusków Parcele ze znoszonej gromady Wszeliwy w tymże powiecie.
31 grudnia 1960 do gromady Iłów przyłączono wieś Kępa Karolińska z gromady Słubice w powiecie gostynińskim w tymże województwie.
Gromada przetrwała do końca 1972 roku, czyli do kolejnej reformy gminnej. 1 stycznia 1973 w powiecie sochaczewskim reaktywowano gminę Iłów.